# ロシア建国一千年祭記念碑像
ロシア建国一千年祭記念碑像（ロシアけんこくいっせんねんさいきねんひぞう、ロシア語: Тысячелетие России、「ロシア一千年祭」記念碑とも）は、ロシア連邦ノヴゴロドのクレムリン内にある銅像。古来ロシア史の起点とされてきた862年の「ヴァリャーグ招致」伝説から1000年を記念し、1862年9月8日ノヴゴロドに建立された。

## 像概要
記念碑像建立の計画は1857年に立てられた。1859年にデザインについてのコンペが開かれ、結果、建築家ヴィクトル・ハルトマンと銅像設計者ミハイル・ミケシン組の設計案が採用された。ミケシンのデザインは、ツァーリの権力を象徴する十字を冠した高さ15メートルにもおよぶ壮大な鐘の周りを、ロシア（ルーシ）歴代の為政者、聖職者、軍人、芸術家らが囲むというものであった。像の制作には総勢129名の彫刻家が参加し、ミケシンの友人でもある彫刻家イワン・シュレーダーや19世紀ロシアを代表する彫刻家アレクサンドル・オペクーシンなども制作に携わった。
記念碑像は大きく三つの段に分かれており、ロシア歴代のツァーリや名立たる軍人らの隣にはミハイル・ロモノーソフ、プーシキン、レールモントフ、ゴーゴリ、ブリューロフ、ミハイル・グリンカといったロシア文化に際立った功績をのこした16体を含む、総勢128体の銅像が並んでいるが、イワン雷帝だけは、1570年にノヴゴロドで大虐殺を行ったため像がない。なお像はモスクワの公だけでなく、今日のベラルーシやウクライナにまたがる地域を統治した中世リトアニアのゲディミナスやヴィータウタスの像もある。
像の全高は15.7mで、うち台座部分が約6m、人物銅像群が約3m、十字架部分が約3mで、像の総重量は65.5トンにもなる。
記念碑像落成の際には像の数が多すぎるとの批判が数多くなされたが、一方でミケシンのデザインはクレムリンの中世の状況をよく表しており、近くにある11世紀の聖ソフィア大聖堂の壮麗さを際立たせているとする意見もある。
第二次世界大戦中、ノヴゴロドを制圧したナチス・ドイツは像を解体してドイツへ運ぼうとしたが、1944年に赤軍がノヴゴロドを奪回、像は復元された。

## 最上段の像
| 画像 | 概要 |
| ---- | --- |
|      | 最上段の像は、宝珠の上で十字架を抱え持つ天使（正教会を象徴）と、天使の前に跪く女性（ロシアを象徴）の像である。宝珠に十字架模様に刻まれた帯には「«Свершившемуся тысячелетию царства Российского в благополучное царствование императора Александра IIго лета 1862»（ロシアの建国一千年祭ために、兼アレクサンドル2世の治世、1862年の夏に完成した）」と刻まれている。 |

## 中段の像
像の中段にはロシアの歴史のそれぞれの時代を象徴する6体の"巨像"«колоссальные фигуры»を含む、計17体の像が宝珠を囲っている。
| 画像 | 名前 （ロシア語名）                                    | 年     | 概要 |
| ---- | ------------------------------------------------------ | ------ | --- |
|      | ヴァリャーグ招致 Призвание варягов на Русь             | 862年  | 兜をかぶり鎖かたびらを身に着けたヴァリャーグ（ヴァイキング）の族長、リューリクの像。右手を添えた盾にはキリル数字で「҂ЅТО（=6370年）」と刻まれているが、これは世界創造紀元6370年、つまり西暦（ユリウス暦）862年であり、『原初年代記』に記されたリューリク招致の年を示している。毛皮をまとったリューリク像の左手後ろにはスラヴ古来の神ヴェレスの像（画像）もある。像はノヴゴロドからみてキエフのある南の方角を向いている。 |
|      | ルーシの洗礼 Крещение Руси                             | 988年  | 八端十字架を掲げるキエフ・ルーシの公ウラジーミル大公の像。その脇には赤子に洗礼を受けさせようとする女性の像と、スラヴ古来の神ペルーンの像を取り去る男性の像がある。これら一群の銅像は南西よりの方角に向けられている。 |
|      | 「タタールのくびき」からの解放 Начало изгнания татар   | 1380年 | クリコヴォの戦いの勝者ドミートリー・ドンスコイの像。右手にメイス（殴打用武器）を握り、左手にはジョチ・ウルスから奪った権力の象徴である杖「トゥグ」を構え、敵将ママイを踏みつけている。東を向いている。 |
|      | ツァーリ戴冠 Основание самодержавного царства Русского | 1491年 | 東ローマ皇帝の装束を身にまといモノマフの帽子を戴くイヴァン大帝像。宝珠と王笏を持つ。脇に跪くタタール人、そして横たわるリトアニア人はリトアニア大公国との、剣の折れた騎士はドイツ騎士団との力関係を表している。像は北東を向いている。 |
|      | ロマノフ朝の創始 Начало династии Романовых             | 1613年 | 動乱時代を経てツァーリに選出された若きミハイル・ロマノフの像。貴族の象徴としてドミートリー・ポジャールスキーがミハイル・ロマノフを剣で護り、一方で民衆を代表するクジマ・ミーニンがモノマフの帽子と笏を差し出す。背後に見えるシベリア・コサックの像はやがて行われるシベリアの植民地化を暗示している。 |
|      | ロシア帝国の成立 Образование Российской империи        | 1721年 | 月桂冠をかぶり王笏を右手に持つピョートル大帝像。脇の天使が指し示す北西の方角には後にサンクトペテルブルクが建設される。ピョートルの足元にいる破れた旗を護ろうとするスウェーデン兵の像は、大北方戦争におけるロシアの勝利を象徴している。 |

## 下段の像
下段には時代時代を支えた傑出した人物計109体の歴史的人物の像が刻まれており、それぞれ「啓蒙家たち」「為政者たち」「軍人たち」「文人たち」の4つのグループに分かれている。

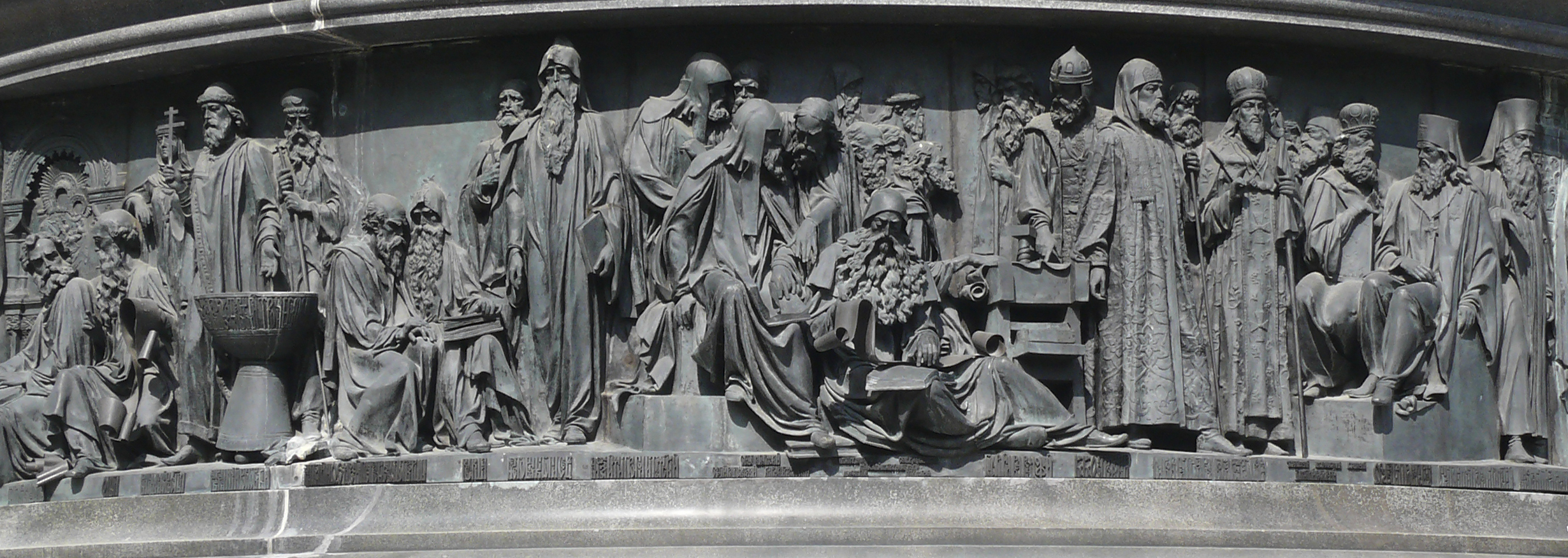
啓蒙家たち

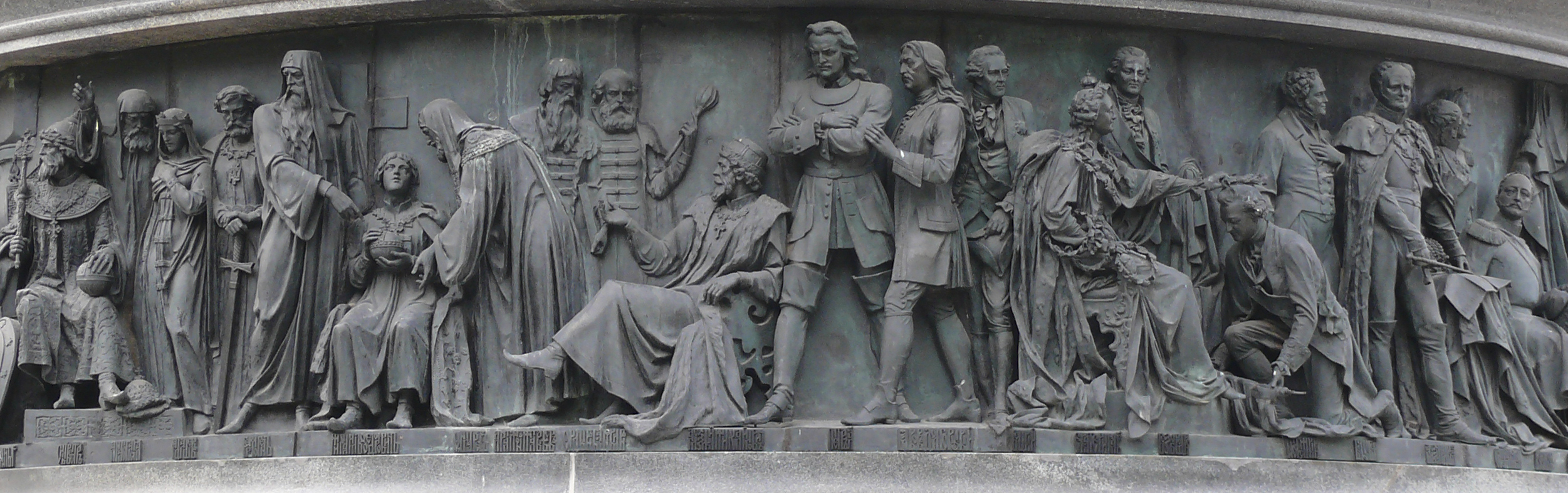
為政者たち

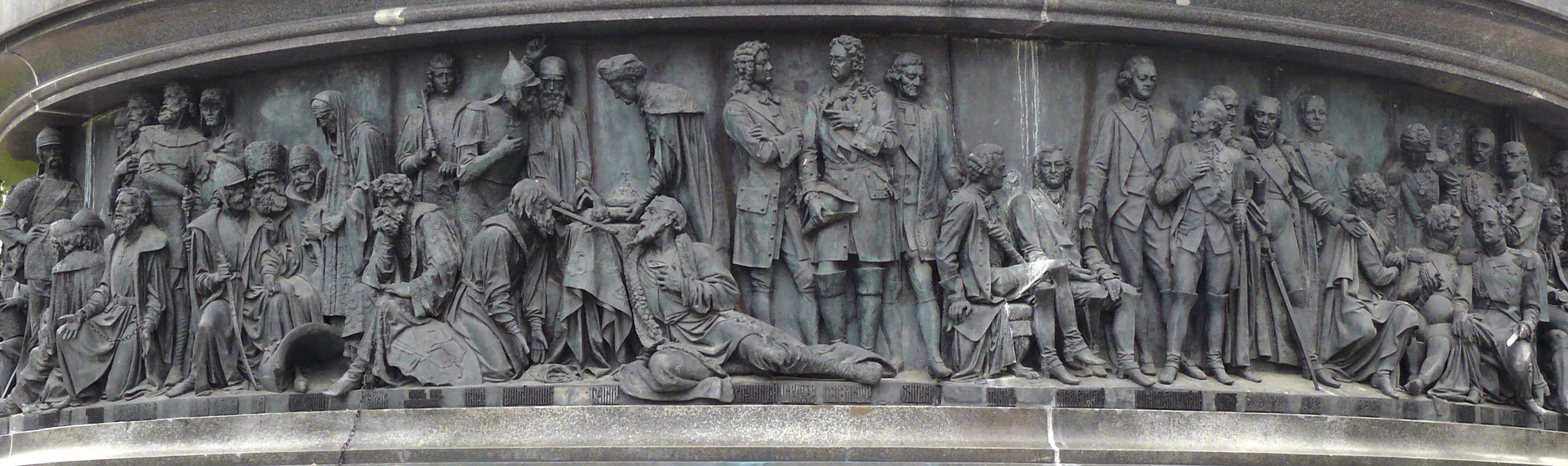
軍人たち

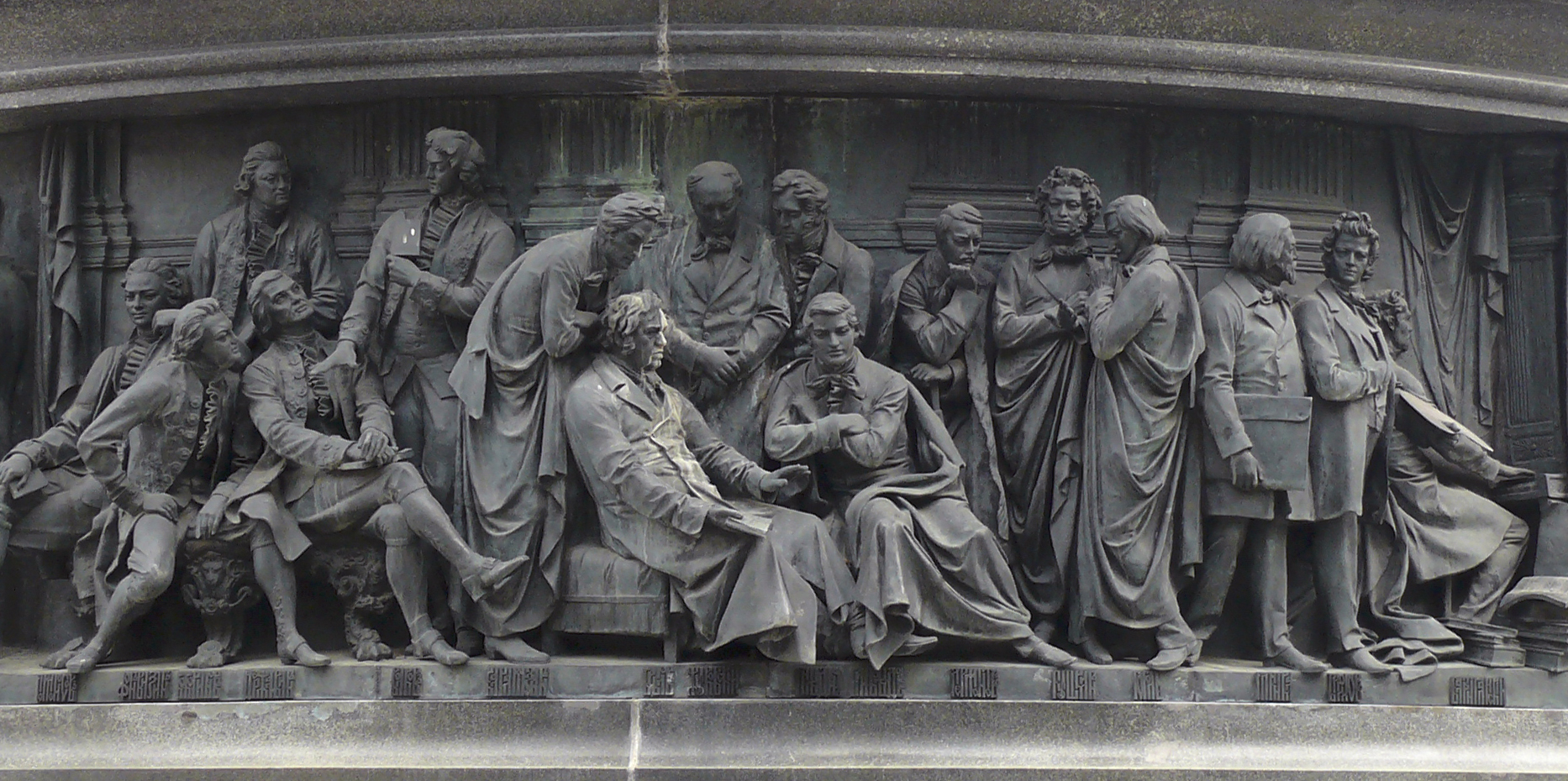
文人たち

| 啓蒙家: | 啓蒙家:                                              | 為政者: | 為政者:                                          | 軍人: | 軍人:                                                  | 文人: | 文人:                                      |
|         | 修道士キュリロスとメトディオス                       |         | キエフ大公 ヤロスラフ賢公                        |       | キエフ大公スヴャトスラフ                               |       | 博学者ミハイル・ロモノソフ                 |
|         | キエフ大公妃 オリガ                                  |         | キエフ大公ウラジーミル・モノマフ                 |       | ノヴゴロド公・ガーリチ公ムスチスラフ・ムスチスラヴィチ |       | 劇作家デニス・フォンビージン               |
|         | キエフ大公ウラジーミル1世                            |         | リトアニア大公ゲディミナス                       |       | ガーリチ公ダヌィーロ・ロマーノヴィチ                   |       | 建築家アレクサンドル・ココリーノフ         |
|         | ロストフのアヴラーミイ                               |         | リトアニア大公アルギルダス                       |       | プスコフ公ダウマンタス                                 |       | 詩人ガヴリーラ・デルジャーヴィン           |
|         | キエフ洞窟修道院創立者 アントニイ                    |         | リトアニア大公ヴィータウタス                     |       | ウラジーミル大公アレクサンドル・ネフスキー             |       | 俳優フョードル・ヴォルコフ                 |
|         | キエフのテオドシウス                                 |         | モスクワ大公イヴァン大帝                         |       | トヴェリのミハイル                                     |       | 劇作家、歴史家ニコライ・カラムジン         |
|         | キエフ洞窟修道院 修道士ククシャ                      |         | イヴァン雷帝顧問・司祭シリヴェストル             |       | モスクワ大公ドミートリー・ドンスコイ                   |       | 劇作家、文学者イヴァン・クルィロフ         |
|         | 年代記者ネストル                                     |         | イヴァン雷帝妃アナスタシア                       |       | リトアニア大公ケーストゥティス                         |       | 詩人、翻訳家ヴァシーリー・ジュコーフスキー |
|         | キリロ=ベロゼルスキー修道院創設者 ベロオゼロのキリル |         | イヴァン雷帝顧問・行政官アレクセイ・アダーシェフ |       | 将軍ダニール・ホルムスキー                             |       | 詩人、翻訳家ニコライ・グネージチ           |
|         | ペルミのステファン                                   |         | モスクワ総主教エルモゲン                         |       | ミハイル・ヴォロトィンスキー(ru)                       |       | 外交官、作家アレクサンドル・グリボエードフ |
|         | モスクワ府主教アレクシイ                             |         | ミハイル・ロマノフ                               |       | ダニール・シチェニャ                                   |       | 詩人、作家ミハイル・レールモントフ         |
|         | ラドネジのセルギイ                                   |         | モスクワ総主教フィラレート                       |       | ノヴゴロド女市長マルファ・ボレツカヤ                   |       | 詩人・作家アレクサンドル・プーシキン       |
|         | キエフの府主教ペトロー・モヒーラ                     |         | 外交官アファナシー・オルディン＝ナシチョーキン   |       | コサックの頭領イェルマーク                             |       | 作家ニコライ・ゴーゴリ                     |
|         | ソロヴェツキー修道院創設者ソロフキのゾシマ           |         | 貴族アルタモン・マトヴェーエフ                   |       | 将軍ミハイル・スコピン＝シュイスキー                   |       | 作曲家ミハイル・グリンカ                   |
|         | 修道士、作家、評論家、翻訳者マクシム・グレク         |         | ロマノフ朝第2代ツァーリアレクセイ                |       | ドミートリー・ポジャールスキー公                       |       | 画家カール・ブリューロフ                   |
|         | ソロヴェツキー修道院ソロフキのサワティ               |         | ロシア皇帝ピョートル大帝                         |       | 商人、義勇軍指導者クジマ・ミーニン                     |       | 作曲家ドミトリー・ボルトニャンスキー       |
|         | モスクワ府主教聖イオナ                               |         | ヤコフ・ドルゴルーコフ                           |       | アヴラーミー・パリツィン                               |       |                                            |
|         | モスクワ府主教マカリイ                               |         | 教育改革者イヴァン・ベツコイ                     |       | ボフダン・フメリニツキー                               |       |                                            |
|         | トヴェリ大主教ヴァルソノフイ                         |         | 女帝エカテリーナ                                 |       | イヴァン・スサーニン                                   |       |                                            |
|         | カザン大主教グーリー(ru)                             |         | 外務大臣アレクサンドル・ベズボロドコ(ru)         |       | 将軍ボリス・シェレメチェフ                             |       |                                            |
|         | キエフ県領主コンスタンティ・オストログスキ           |         | グリゴリー・ポチョムキン                         |       | ミハイル・ゴリツィン                                   |       |                                            |
|         | モスクワ総主教ニーコン                               |         | ヴィクトル・コチュベイ                           |       | ピョートル・サルティコフ元帥                           |       |                                            |
|         | 貴族フョードル・ルティシチェフ                       |         | ロシア皇帝アレクサンドル1世                      |       | 元帥ブルクハルト・フォン・ミュンニヒ                   |       |                                            |
|         | ロストフ府主教成聖者聖ディミトリイ                   |         | 官僚、政治家ミハイル・スペランスキー             |       | アレクセイ・オルロフ伯爵                               |       |                                            |
|         | ヴォロネジ主教ザドンスクのティーホン                 |         | 元帥ミハイル・ヴォロンツォフ                     |       | 元帥ピョートル・ルミャンツェフ                         |       |                                            |
|         | ヴォロネジのミトロファン                             |         | ロシア皇帝ニコライ1世                            |       | ロシア帝国大元帥アレクサンドル・スヴォーロフ           |       |                                            |
|         | ベラルーシ大主教ゲオルギイ・コニスキー               |         |                                                  |       | 元帥バルクライ・ド・トーリ                             |       |                                            |
|         | ノヴゴロド大主教フェオファン・プロコポヴィチ         |         |                                                  |       | 将軍ミハイル・クトゥーゾフ                             |       |                                            |
|         | モスクワ府主教プラトン2世                            |         |                                                  |       | 提督ドミトリー・セニャーヴィン                         |       |                                            |
|         | ケルソネソス大主教インノケンティ                     |         |                                                  |       | 将軍マトヴェイ・プラトフ                               |       |                                            |
|         |                                                      |         |                                                  |       | 将軍ピョートル・バグラチオン                           |       |                                            |
|         |                                                      |         |                                                  |       | 元帥ディーヴィチ・ザバルカンスキー                     |       |                                            |
|         |                                                      |         |                                                  |       | 元帥イヴァン・パスケヴィチ                             |       |                                            |
|         |                                                      |         |                                                  |       | 提督ミハイル・ラザレフ                                 |       |                                            |
|         |                                                      |         |                                                  |       | ロシア帝国海軍中将ヴラジーミル・コルニーロフ           |       |                                            |
|         |                                                      |         |                                                  |       | 提督パーヴェル・ナヒーモフ                             |       |                                            |

## 脚注

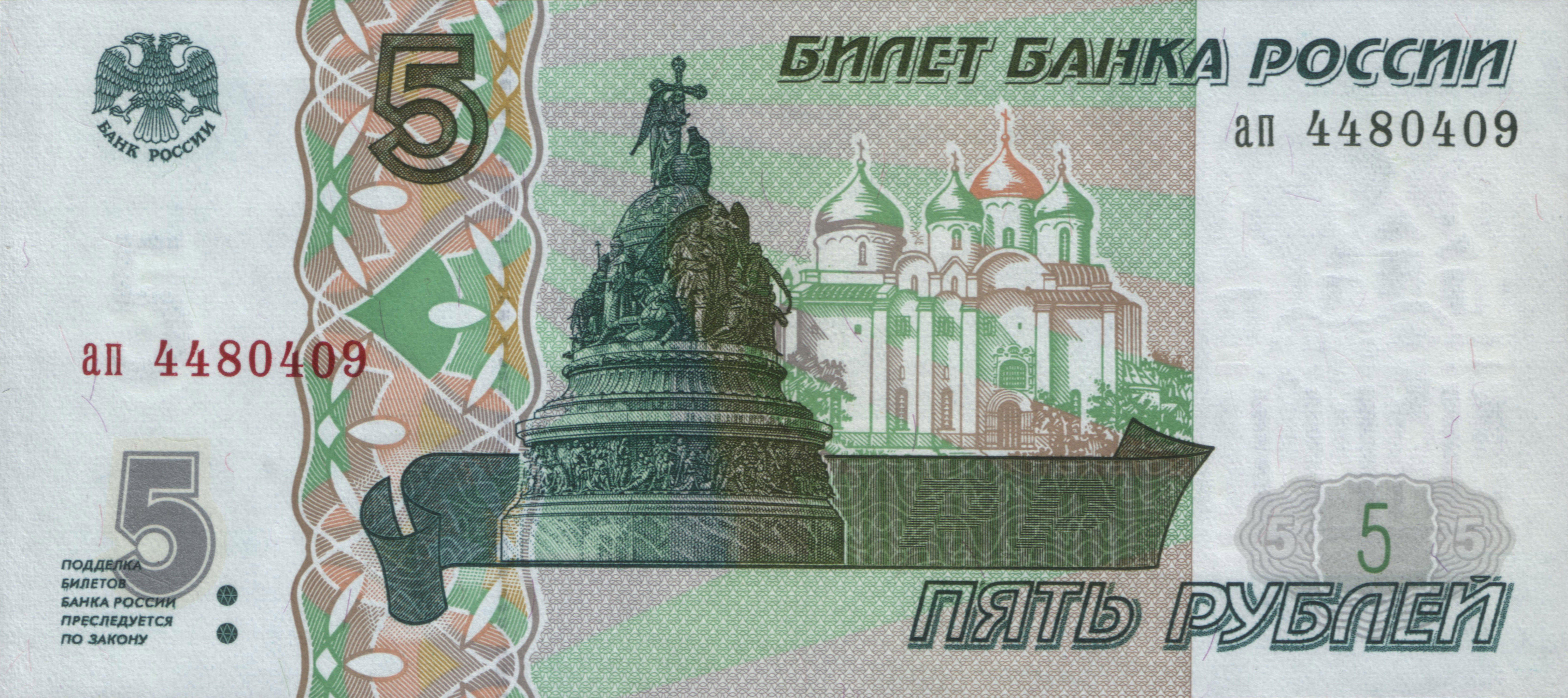
5ルーブル紙幣に描かれた建国一千年記念碑像

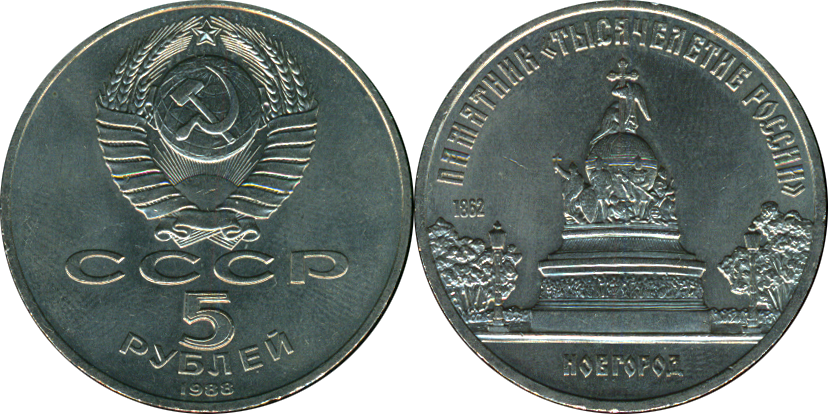
1988年、ソ連で発行された記念硬貨